# Chen Guangcheng

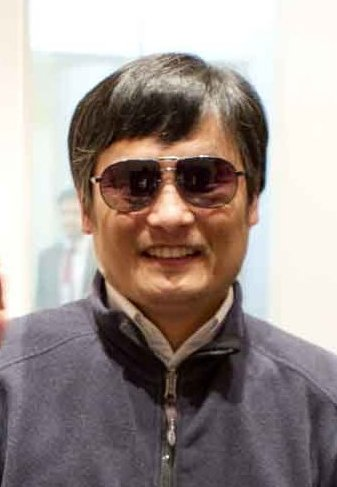
Chen Guangcheng in 2012

Chen Guanchen (12 november 1971) is een activist in de Volksrepubliek China die internationaal de aandacht vestigde op de schending van de mensenrechten op het platteland. Hij kreeg huisarrest opgelegd van september 2005 tot maart 2006 vanwege het gesprek met het tijdschrift Time over gedwongen abortus. Hij beschuldigde de overheid ervan vrouwen te dwingen tot abortus en sterilisatie. De autoriteiten arresteerden hem formeel in juni 2006. Tijdens zijn verhoor verbood de rechter zijn advocaten de toegang tot de rechtbank waardoor hij geen goede verdediging had. Op 24 augustus 2006 werd Chen veroordeeld tot vier jaar en drie maanden gevangenisstraf.
Chen werd op 8 september 2010 vrijgelaten uit de gevangenis, maar bleef onder huisarrest in zijn huis in Dongshigu (provincie Shandong). In april 2012 vluchtte Chen Guangcheng  naar de Amerikaanse ambassade in Peking. Hij zou zelf over een hoge muur zijn geklommen en door vrienden geholpen zijn bij zijn reis naar Peking. Chen heeft na zijn ontsnapping een videoboodschap ingesproken.